# Андрей Чернев
Андрей Попигнатов Чернев e български общественик, журналист и просветен деец.

## Биография
Андрей Чернев е роден в Тутракан през 1887 година. Завършва висше юридическо образование. Учител. Създател и пръв редактор на вестник „Напредък“, основан през 1909 година.
През Балканската война е доброволец в Македоно-одринското опълчение, ковчежник на 2-ра Скопска дружина.
В 1913 година завършва право в Софийския университет.
След Деветосептемврийския преврат, на 21 септември 1944 година, е убит в Етрополе.